# Nacho Gil
Nacho Gil, né le 9 septembre 1995 à Valence en Espagne, est un footballeur espagnol, qui joue au poste d'attaquant Volos NPS.

## Biographie
Le 25 janvier 2018, il est prêté pour six mois à l'UD Las Palmas. Ces derniers seront relégués en Liga 2 à l'issue de la saison.
Le 10 septembre 2018, il est prêté pour une saison à l'Elche CF, qui évolue alors en Liga 2.
Après l'expiration de son contrat avec le FC Carthagène à l'été 2022, Gil s'engage au Revolution de la Nouvelle-Angleterre en Major League Soccer le 23 août 2022 et rejoint ainsi son grand frère, Carles Gil, présent au club depuis 2019. À l'issue de la saison 2022 où il a participé à trois rencontres, le 13 octobre, le Revolution annonce que le contrat de Gil n'est pas renouvelé. Il signe cependant une nouvelle entente de deux ans avec le Revolution le 5 janvier 2023.